# Platysenta imitata
Platysenta imitata är en fjärilsart som beskrevs av Druce 1891. Platysenta imitata ingår i släktet Platysenta och familjen nattflyn. Inga underarter finns listade i Catalogue of Life.